# Orkady

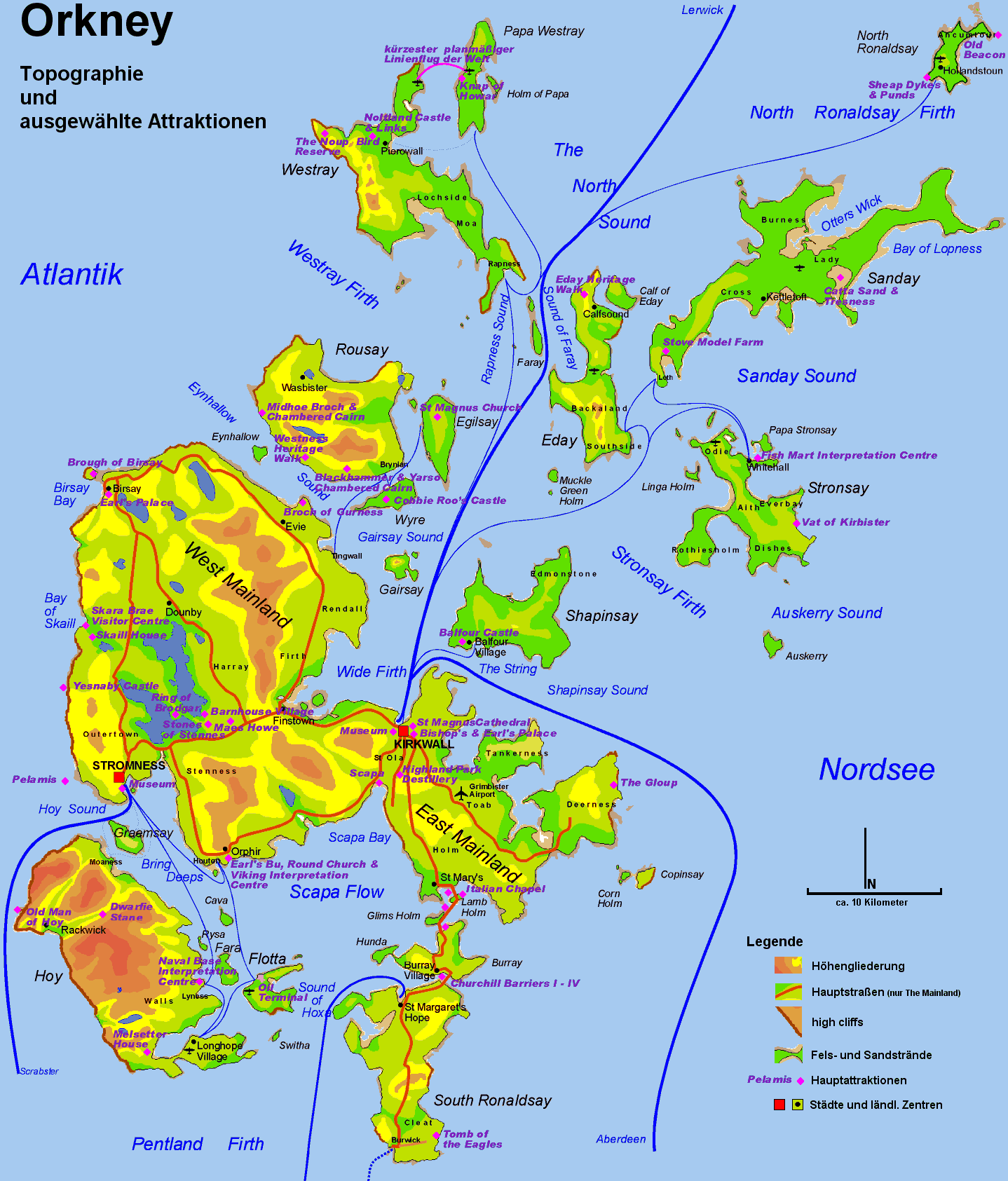
Mapa fizyczna Orkadów

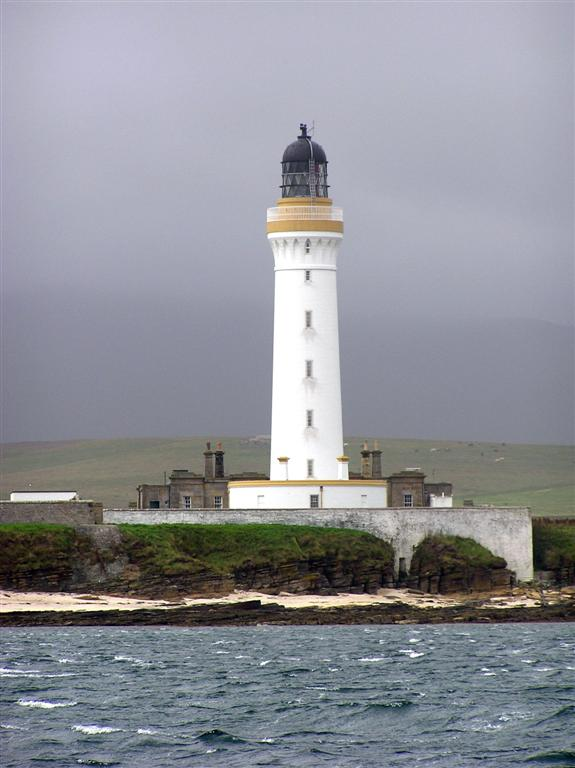
Latarnia Hoy na Graemsay

Orkady (ang. Orkney Islands, wym. [ˌɔːknɪˈaɪləndz]; gael. Àrcaibh) – archipelag na północ od wybrzeży Szkocji, na granicy Morza Północnego i otwartego Oceanu Atlantyckiego. W jego skład wchodzi 67 wysp o łącznej powierzchni 990 km². Około 20 z nich jest zamieszkanych.
Wyspy są zbudowane z paleozoicznych piaskowców. Mają powierzchnię pagórkowatą z licznymi formami polodowcowymi. Najwyższe wzniesienie wysp wynosi 477 m n.p.m.
Klimat umiarkowany morski. Powierzchnia bezleśna, pokryta wrzosowiskami i torfowiskami. Występują liczne jeziora. Ludność (21 420 – 2011) zajmuje się hodowlą owiec, bydła i drobiu oraz rybołówstwem, a także obsługą wydobycia ropy naftowej ze złóż w szelfie Morza Północnego. Główne miasto to Kirkwall leżący na wyspie Mainland. Administracyjnie Orkady są częścią Wielkiej Brytanii.

## Historia
Orkady są zamieszkane od co najmniej 5500 lat. Wśród reliktów z czasów neolitu znajdziemy m.in. krąg kamienny Ring of Brodgar oraz grobowiec Maes Howe. Prawdopodobnie od około 300 r. p.n.e. wyspy, podobnie jak północną część Szkocji, zamieszkiwali Piktowie.
Rzymski historyk Tacyt twierdził, że jego teść Agrykola podbił Orkady w 84 r. Najprawdopodobniej była to próba symbolicznego przedstawienia rzymskiej dominacji nad całą Brytanią, niezgodne z rzeczywistością.
Pod koniec VIII wieku rozpoczęły się najazdy wikingów na Wyspy Brytyjskie. Niektóre hipotezy sugerują, że rozpoczynały się one na Orkadach i Szetlandach, które miały być bazą wypadową najeźdźców. Jednak nowsze badania sugerują, że archipelagi zostały zdobyte przez wikingów około 840 roku. Nie wiadomo co się stało z ich poprzednimi mieszkańcami, którzy mogli zostać wybici lub zasymilowani. Niektóre wikińskie źródła twierdzą, że wyspy były niezamieszkane przed ich przybyciem. Zajęcie archipelagu przez wikingów i jego późniejszą historię przedstawia Saga o Orkadach, powstała na przełomie XII/XIII w. na bazie wcześniejszych ustnych podań. 
Po normańskiej kolonizacji, jako hrabstwo pod władzą jarla, Orkady podlegały królom Norwegii. Ich mieszkańcy posługiwali się skandynawskim językiem norn. Język ten przetrwał na Orkadach aż do XVIII wieku, kiedy został zastąpiony przez scots.
W 1472 r. wyspy zostały włączone do Szkocji. W okresie I i II wojny światowej w zatoce Scapa Flow znajdowała się duża baza brytyjskiej floty wojennej, którą zamknięto w 1956 r.

## Wyspy
- Mainland (Pomona)

### Wyspy północne
Północna grupa wysp jest najbardziej rozległa i zawiera dużą liczbę wysp średniej wielkości, połączonych z Mainland siecią promów. Większość z nich znanych jest jako „holms” – bardzo małych wysepek (od holms w nazwie).

#### Wyspy zamieszkane
- Auskerry(inne języki)
- Eday
- Egilsay
- Gairsay
- North Ronaldsay(inne języki)
- Papa Stronsay
- Papa Westray
- Rousay
- Sanday
- Shapinsay
- Stronsay
- Westray
- Wyre

#### Inne
Mniejsze wyspy i wysepki, wchodzące w skład grupy: Calf of Eday, Damsay, Eynhallow, Faray, Helliar Holm, Holm of Faray, Holm of Huip, Holm of Papa, Holm of Scockness, Kili Holm, Linga Holm, Muckle Green Holm, Rusk Holm i Sweyn Holm.

### Wyspy południowe
Południowa grupa wysp skupia się wokół Scapa Flow. Wzgórze Ward Hill na Hoy jest najwyższym wzniesieniem w archipelagu Orkadów, podczas gdy South Ronaldsay, Burray i Lamb Holm połączone są z Mainland przez sieć grobli komunikacyjnych zwanych barierami Churchilla. Grupa wysepek Pentland Skerries leży bardziej na południe, bliżej stałego lądu Szkocji.

#### Wyspy zamieszkane
- Burray
- Flotta
- Graemsay
- Hoy
- South Ronaldsay
- South Walls

#### Inne
Pozostałe wyspy południowe to: Calf of Flotta, Cava, Copinsay, Corn Holm, Fara, Glims Holm, Hunda, Lamb Holm, Rysa Little, Switha i Swona.